# Michael Harrington
Michael Harrington (Greenville, 24 gennaio 1986) è un ex calciatore statunitense, di ruolo difensore.

## Carriera
Dopo oltre 250 presenze in MLS, passa al North Carolina club militante nel campionato USL.

## Statistiche

### Presenze e reti nei club
Statistiche aggiornate al 23 marzo 2016.
| Stagione                    | Squadra                     | Campionato                  | Campionato | Campionato | Coppe nazionali | Coppe nazionali | Coppe nazionali | Altre coppe | Altre coppe | Altre coppe | Coppe continentali | Coppe continentali | Coppe continentali | Totale | Totale |
| Stagione                    | Squadra                     | Comp                        | Pres       | Reti       | Comp            | Pres            | Reti            | Comp        | Pres        | Reti        | Comp               | Pres               | Reti               | Pres   | Reti   |
| --------------------------- | --------------------------- | --------------------------- | ---------- | ---------- | --------------- | --------------- | --------------- | ----------- | ----------- | ----------- | ------------------ | ------------------ | ------------------ | ------ | ------ |
| 2007                        | Kansas City Wizards         | MLS                         | 29+3       | 3          | -               | -               | -               | -           | -           | -           | -                  | -                  | -                  | 29+3   | 3      |
| 2008                        | Kansas City Wizards         | MLS                         | 30+2       | 2          | LHUSOC          | 1               | 0               | -           | -           | -           | -                  | -                  | -                  | 31+2   | 2      |
| 2009                        | Kansas City Wizards         | MLS                         | 27         | 0          | LHUSOC          | 1               | 0               | -           | -           | -           | -                  | -                  | -                  | 28     | 0      |
| 2010                        | Kansas City Wizards         | MLS                         | 29         | 0          | -               | -               | -               | -           | -           | -           | -                  | -                  | -                  | 29     | 0      |
| 2011                        | Sporting Kansas City        | MLS                         | 22         | 0          | LHUSOC          | 1               | 0               | -           | -           | -           | -                  | -                  | -                  | 23     | 0      |
| 2012                        | Sporting Kansas City        | MLS                         | 11         | 0          | LHUSOC          | 2               | 0               | -           | -           | -           | -                  | -                  | -                  | 13     | 0      |
| Totale Sporting Kansas City | Totale Sporting Kansas City | Totale Sporting Kansas City | 148+5      | 5          |                 | 5               | 0               |             |             |             |                    |                    |                    | 153+5  | 5      |
| 2013                        | Portland Timbers            | MLS                         | 33+4       | 0          | LHUSOC          | 2               | 0               | -           | -           | -           | -                  | -                  | -                  | 35+4   | 0      |
| 2014                        | Portland Timbers            | MLS                         | 25         | 0          | LHUSOC          | 1               | 0               | -           | -           | -           | CCL                | 3                  | 0                  | 29     | 0      |
| Totale Portland Timbers     | Totale Portland Timbers     | Totale Portland Timbers     | 58+4       | 0          |                 | 3               | 0               |             |             |             |                    | 3                  | 0                  | 64+4   | 0      |
| 2015                        | Colorado Rapids             | MLS                         | 14         | 0          | -               | -               | -               | -           | -           | -           | -                  | -                  | -                  | 14     | 0      |
| 2016                        | Chicago Fire                | MLS                         | 2          | 0          | -               | -               | -               | -           | -           | -           |                    |                    |                    | 2      | 0      |
| Totale carriera             | Totale carriera             | Totale carriera             | 222+9      | 5          |                 | 8               | 0               |             |             |             |                    | 3                  | 0                  | 233+9  | 5      |